# Murina jaintiana
Murina jaintiana (Ruedi, Biswas & Csorba, 2012) è un pipistrello della famiglia dei Vespertilionidi endemico dell'india e di Myanmar.

## Descrizione

### Dimensioni
Pipistrello di piccole dimensioni, con la lunghezza della testa e del corpo di 40 mm, la lunghezza dell'avambraccio tra 29,1 e 31,1 mm, la lunghezza della coda di 33 mm, la lunghezza del piede di 6,8 mm e la lunghezza delle orecchie di 13,9 mm.

### Aspetto
Le parti dorsali sono grigiastre, con la base dei peli più scura, mentre le parti ventrali sono bianche, con la base dei peli nera. Le narici sono prominenti e tubulari. Le orecchie sono arrotondate. Le membrane alari sono attaccate posteriormente alla base dell'artiglio del dito esterno del piede. L'estremità della lunga coda si estende leggermente oltre l'uropatagio, la cui superficie dorsale, particolarmente vicino al corpo ed alla tibia, è ricoperta di lunghi peli bruno-grigiastri, mentre quella ventrale è cosparsa di alcuni peli biancastri.

## Biologia

### Alimentazione
Si nutre di insetti.

## Distribuzione e habitat
Questa specie è presente nel Distretto dei Monti Jaintia, nello stato indiano di Meghalaya e nei Monti Chin, nel Myanmar nord-orientale.
Vive nelle foreste semi-decidue secondarie all'interno di zone ricoperte da Bambù.

## Conservazione
Questa specie, essendo stata scoperta solo recentemente, non è stata sottoposta ancora a nessun criterio di conservazione.